# Guerra jurídica
Guerra jurídica, instrumentalización de la Justicia, judicialización de la política o acoso judicial (en inglés, lawfare) es la utilización abusiva o ilegal de las instancias judiciales nacionales e internacionales, manteniendo una apariencia de legalidad, para inhabilitar o provocar el repudio popular contra un oponente.
El acoso judicial permite obtener diversos resultados, desde detener indebidamente a los adversarios políticos, paralizar financieramente y desprestigiar oponentes, hasta debilitar o deponer gobiernos. La guerra judicial se relaciona y suele coincidir con el fenómeno del golpe blando, una forma de acceso indebido al poder político sin utilizar las fuerzas militares, manipulando las divisiones internas de las sociedades, las redes sociales y los medios de comunicación.
La expresión comenzó a ser utilizada a principios de siglo XXI, en el ámbito de los estudios estratégicos de las Fuerzas Armadas de Estados Unidos, para cuestionar la utilización de las instancias judiciales internacionales para proteger los derechos humanos, por parte del bando más débil en una guerra. Con este fundamento, el concepto ha sido utilizado por Estados Unidos para desconocer la autoridad de la Corte Penal Internacional.

## Origen del término inglés (lawfare)
El vocablo inglés lawfare se generalizó durante la primera década del siglo XXI, y figura en el diccionario de lengua inglesa de Oxford como «acciones judiciales emprendidas como parte de una campaña en contra de un país o grupo». Se trata de una contracción gramatical de las palabras inglesas law ('ley') y warfare ('guerra'). La palabra lawfare aparece escrita por primera vez en un artículo de 1975 de los humanitaristas australianos John Carlson y Neville Thomas Yeomans, titulado Whither Goeth the Law: Humanity or Barbarity ('Hacia dónde va la ley: humanidad o barbarie', en inglés).
Los autores argumentan que el sistema jurídico occidental se ha convertido en demasiado polémico y utilitario, en comparación con el más humanitario basado en las normas del sistema oriental. Ellos opinan que la búsqueda de la verdad ha sido sustituida por una especie de guerra llevada adelante en los tribunales, y para definir esa situación inventan la expresión lawfare, reemplazando la palabra war (guerra) por law (ley), en la palabra warfare (ir a la guerra). A continuación se transcribe el párrafo en el que aparece por primera vez el vocablo lawfare, como un juego de palabras y significados intercambiables con warfare:

Thus the inquisitorial or enquiry technique is gone, the adversary or accusatory procedure alone applies in our courts. The search for truth is replaced by the classification of issues and the refinement of combat. Lawfare replaces warfare and the duel is with words rather than swords. But is that enough?
En tanto que el sistema inquisitorial o la técnica investigativa se ha ido, solo se aplica en nuestras cortes el sistema acusatorio y adversarial. La búsqueda de la verdad fue reemplazada por la clasificación de los asuntos y el refinamiento del combate. La persecución judicial reemplaza ir a la guerra y el duelo es con palabras en lugar de espadas. ¿Pero es eso suficiente?

El primer estudio sobre el tema fue realizado por el coronel estadounidense Charles J. Dunlap Jr. en un ensayo del año 2001 para el Harvard's Carr Center. En este ensayo, Dunlap define "guerra jurídica" como "el uso de la ley como arma de guerra." Más tarde amplió su propia definición, explicando la guerra jurídica como "la explotación de lo real, percibido, o incluso orquestando los incidentes de violaciones de las leyes de la guerra que se emplean como un medio no convencional de hacer frente a un poder militar superior". El estudio del coronel Dunlap se enfocó en las denuncias internacionales de violaciones de los derechos humanos realizadas contra Estados Unidos, por parte de países, organizaciones y comunidades en guerra contra Estados Unidos.

## Conceptualización
Es importante iniciar aclarando que la judicialización de la política es un fenómeno polisémico, es decir, tiene más de un significado. La primera manera de entenderlo es a través de tres elementos: el activismo judicial, los conflictos políticos resueltos por jueces y, finalmente, los actores políticos y sociales que utilizan los tribunales para proteger sus intereses. En este concepto, el fenómeno es abarcado a partir de la separación entre aspectos positivos y otros aspectos que merman la imparcialidad en la impartición de justicia: el activismo judicial se expresa en el reconocimiento de derechos ciudadanos, los conflictos resueltos pueden ser un punto medio, mientras que el hecho de que los actores utilicen sus tribunales debe ser tomado como un hecho negativo en los temas de justicia
Una definición adicional gira en torno a la politización de la justicia, la cual es tomada como un tipo específico de judicialización, este ocurre cuando la relación entre el poder político y el poder de justicia se hacen cada vez más difusos, autores (mencionar cuáles o en todo caso solo mencionar al que citas) conceptualizan esta situación como una contaminación del espacio judicial, en el sentido que las posturas político-partidistas se vuelven claves para las decisiones judiciales por medio de la presión o influencia que este grupo ejerce hacia las cortes. Por otro lado, el lawfare (o guerra jurídica en español), hace referencia a cuando un actor político poderoso instrumentaliza el sistema de justicia para así poder perseguir, neutralizar y hasta destruir a sus competidores o adversarios políticos.
El otro caso es cuando la judicialización de la política es usada por actores corruptos como una vía para no rendir cuentas respecto a sus faltas cometidas, esto ocurre cuando los políticos o funcionarios que han sido sorprendidos en acciones irregulares no están dispuestos a rendir cuentas si no existe un fallo judicial que los obligue a hacerlo. De esta manera, lo judicial se vuelve un punto difuso que puede ser tomado como un escudo, pues todo lo que no sea legalmente llamado como crimen, está permitido en la función pública, política y administrativa.
Finalmente, una definición que ha tomado mayor fuerza a causa de los escándalos de corrupción respecto al caso Lava jato en América Latina, consiste en  el incremento de las demandas judiciales a personajes que son parte de la política, siendo a su vez, que incrementa la percepción de que estos políticos pueden librarse de la justicia al utilizar estrategias legales para ralentizar su juicio y/o poner trabas en las investigaciones en su contra.
De lo visto hasta aquí, la judicialización de la política puede ser tomada como algo positivo para el sistema. No obstante, bajo los preceptos de la guerra judicial, esta puede ser tomada cómo una forma en la que las instituciones democráticas son capturadas por actores que hacen primar sus intereses privados. Esta situación afecta tanto al sistema de justicia como al sistema democrático en general.

## Guerra jurídica y guerra sin restricciones
John Comaroff, en su libro Colonialismo, cultura y ley (2001), analizó el uso por parte de los países de Europa en África, durante los siglos XIX y XX. En su análisis, Comaroff concibe la persecución judicial, como el uso de la ley para lograr la subordinación, la conquista o el control de poblaciones subalternas o, en general, de grupos menos poderosos, definiéndolo como "el esfuerzo por conquistar y controlar a los pueblos indígenas mediante el uso coercitivo de los medios legales". El uso del discurso jurídico (por ejemplo, la redacción y difusión de notas "internas" del gobierno legal racionalizando el uso de las prácticas de interrogatorios ampliamente condenadas) a menudo acompaña a las diversas formas imperiales, la hegemonía nacionalista o incluso social.
En su libro Comaroff describe la persecución judicial como una "guerra de derecho internacional", y la menciona como uno de los medios que puede ser llevada la acción ofensiva contra el enemigo sin recurrir a las armas. En una parte más detallada, describe además cómo "aprovechar la primera oportunidad para establecer los reglamentos." El libro señala que las naciones poderosas tienen la prerrogativa de hacer sus propias reglas, pero que al mismo tiempo quedan comprometidas con ellas. Un segundo actor podría eludir esta normativa, ya que no está igualmente obligado por ellas. Por lo tanto, sería una desventaja grave para la nación poderosa, permitiendo a la nación más pequeña una relativa libertad.

## Uso en combinación con otros medios de guerra sin restricciones
El libro de estrategia militar guerra sin restricciones (Unrestricted Warfare), de los escritores chinos Qiao Liang y Wang Xiangsui, describe cómo muchas de estas fuerzas pueden ser utilizadas en conjunto contra un oponente más poderoso. La guerra jurídica podría ser utilizada en conjunto con la "guerra mediática", manipulando los medios de comunicación para que sirvan como órganos de propaganda, con el fin de provocar una enorme presión pública en contra de una persona, un grupo o una causa visualizada como enemiga. De ese modo es posible debilitar la moral del enemigo. Estos métodos son los más utilizados en una campaña judicial orquestada.

## Guerra jurídica y jurisdicción universal
Algunos estudiosos relacionan el acoso jurídico con las violaciones de derechos humanos, cuando el derecho de una nación se vuelve contra sus propios funcionarios. Más recientemente se ha asociado con la extensión de la jurisdicción universal para juzgar violaciones de derechos humanos, que permite a individuos, grupos o países enjuiciar a funcionarios de otro país.
Detrás de la jurisdicción universal se encuentra una visión de la Ilustración que opina que todas las personas están dotadas de los derechos humanos básicos, y que infringir los derechos de toda persona, sin importar dónde se encuentre esta, supone una violación conforme a los principios internacionalmente acordados del bien y del mal.
El juez Robert H. Jackson en su calidad de Fiscal Jefe en los Juicios de Núremberg, en una famosa frase, indicó que un tribunal internacional podría sancionar los actos por la captura de oficiales nazis en la Alemania fascista (en realidad era una carga distorsionada de la propia ley en un instrumento de opresión), pero fue mucho más allá "de lo tolerable por la civilización moderna." En la jerga de la "guerra jurídica", los juicios de Núremberg se podrían describir como una especie de guerra jurídica contra la jurisdicción universal contra los oficiales alemanes después de la (warfare) de la Segunda Guerra Mundial. A pesar de que la asimetría en este caso sería la del más fuerte contra el más débil, ya que los aliados habían derrotado a los nazis, y la victoria deseada de relaciones públicas en la exposición detallada de las atrocidades del Holocausto.

## Conflicto israelí-palestino
Estrategas militares estadounidenses han acusado a las organizaciones no gubernamentales de derechos humanos de utilizar indebidamente los tribunales y los sistemas jurídicos. El Foro de las ONG en la Conferencia de Durban del año 2001 llamó al "establecimiento de un tribunal de crímenes de guerra" en contra de Israel. Las organizaciones no gubernamentales han utilizado universalmente la jurisdicción de los Estatutos de Europa y Norteamérica para llevar adelante estos casos. Estos estatutos permiten a los tribunales para presidir casos en los que uno o más de las partes (o los eventos en cuestión) son extranjeros. En algunos países, tales como España, una ONG puede solicitar directamente a un tribunal una orden de arresto o poner en marcha una investigación criminal sin el conocimiento o la aprobación del gobierno. El profesor Gerald Steinberg, Presidente del Departamento de Estudios Políticos de la Universidad de Bar Ilan y presidente de la ONG Monitor dice que "las organizaciones no gubernamentales internacionales manipulan la terminología jurídica y explotan la retórica de los derechos humanos para lograr sus objetivos políticos." Muchos casos se han adelantado en contra de oficiales israelíes y de aquellos asociados con las fuerzas armadas de Israel, acusándoles de crímenes de guerra. Estos casos han sido escuchados tanto en Israel como en otros países.
El embajador de Estados Unidos, John Bolton, ha caracterizado los intentos por lograr el reconocimiento de Palestina como un Estado en la ONU, como un caso de persecución judicial, sosteniendo que es una forma de deslegitimar a Israel.
Algunos de los partidarios de Israel, como Shurat HaDin del (Centro de Derecho de Israel), han sido acusados de usar la persecución judicial para conseguir que las autoridades incautasen los barcos de activistas con destino a Gaza (conocida como la "flotilla de Gaza").
De acuerdo con el parlamentario y exministro de Canadá, Irwin Cotler, el uso de la ley para deslegitimar a Israel está presente en cinco áreas: Naciones Unidas, Derecho internacional, Derecho internacional humanitario, la lucha contra el racismo y la lucha contra el genocidio.
Joshua Mintz, escribiendo en el Jerusalem Post en septiembre del año 2011, refiriéndose a los temores de Israel de la "guerra jurídica", dice que "es muy posible que Israel, al menos dentro del panorama legal, en realidad se puede beneficiar de la oferta de un Estado Palestino." Douglas Bloomfield escribe que "la guerra jurídica palestina contra Israel podrían aislar al Estado judío", así como plantear cuestiones relativas a los viajes al extranjero para que los dirigentes israelíes temieran ser detenidos por crímenes de guerra. Además, Bloomfield sugirió que "si Mahmoud Abbas sigue adelante con librar una "guerra jurídica", se abrirá una nueva etapa en el conflicto que es probable se convierta en un retroceso en la causa de la paz."

## Otros ejemplos de «guerra jurídica»
El Wall Street Journal comentaba en un editorial, con respecto al caso Padilla, que "los abogados que enjuician a Padilla no están interesados en la justicia y están practicando una "guerra jurídica", que es un intento de socavar la guerra contra el terrorismo, haciendo que funcionarios de los Estados Unidos tengan miedo a continuar por miedo a la responsabilidad personal". Padilla fue arrestado en el año 2002 por la planificación para llevar a cabo un ataque terrorista dentro de Estados Unidos siendo condenado y sentenciado a prisión, pero ha continuado su batalla legal a través de la ACLU y del National Litigation Project en la Yale Law School, y su caso ha sido descartado en numerosas ocasiones.
Un notable funcionario de EE. UU. citado en relación con la "guerra jurídica" es Henry Kissinger. El Dr. Kissinger enfrentó el interrogatorio y posible enjuiciamiento en Francia, de nuevo en Brasil, y más tarde en Inglaterra (el último iniciado por el magistrado español Baltasar Garzón, que destaca por su intento anterior de enjuiciar al dictador chileno Augusto Pinochet), que parten de la participación de Kissinger como funcionario de la Administración de Nixon con un programa sudamericano de secuestros, torturas y asesinatos, conocido como Operación Cóndor. Kissinger advirtió posteriormente de los riesgos de una jurisdicción universal, "la sustitución de la tiranía de los jueces por la de los gobiernos".
El profesor de Derecho de Harvard Jack Goldsmith, conocido por su erudición ha manifestado su oposición a la expansión de los derechos humanos internacionales y la jurisdicción universal, revelando en su libro The Terror Presidency (El terror presidencial), que el secretario de Defensa Donald Rumsfeld se refería a la posibilidad de una guerra jurídica emprendida contra funcionarios del gobierno Bush, y que Donald Rumsfeld "podría esperar pestar en la parte superior de la lista."
La cuestión de la posibilidad de enjuiciamiento de este tipo de "guerra jurídica" sigue sin resolverse en Italia y Alemania de los agentes de la CIA implicados en el secuestro internacional conocido como Rendición extraordinaria, y en España ante el magistrado Garzón, de seis exfuncionarios del gobierno de Estados Unidos de Bush, los abogados estadounidenses que crearon lo que el New York Times, llamado "el marco legal para justificar la tortura de prisioneros en Guantánamo. ".
Un artículo de opinión en el Daily News afirma que Estados Unidos ya está lidiando con "una gran variedad de estratagemas de "guerra jurídica". En Nueva York quien informa de un evento como parte de la campaña de concienciación pública If You See Something, Say Something™ («Si Ves Algo, Di Algo™») está "protegido de demandas frívolas" por la "libertad de informar sobre actos de terrorismo", y los periodistas y autores que informan sobre el terrorismo están protegidos también contra demandas judiciales por la "Ley de Protección por difamación de terrorismo".
Se puede apreciar aquí claramente como inician con una acusación de "Intento de desestabilizar el Estado" o "Daño a la honra de una persona" para acusar, luego se valen de los medios estatales para afectar la visión pública del demandado y finalmente justifican sus acusaciones como "Victorias a la soberanía"

## Uso en Latinoamérica
En los últimos años el término se ha comenzado a usar en algunos países de América para describir un tipo de acción que combina la manipulación de las investigaciones y juicios penales, —principalmente en supuestas causas de corrupción—, la detención de los acusados y los medios de comunicación y redes sociales con mensajes orientados a desprestigiar opositores. En este sentido, una característica fundamental de la guerra judicial sería el uso de acusaciones sin materialidad, incluyendo, entre sus tácticas, las siguientes:
- Manipulación del sistema legal, con apariencia de legalidad, con fines políticos;
- Enjuiciamiento sin mérito;
- Abuso del derecho para dañar la reputación de un oponente;
- Promoción de demandas para desacreditar al oponente;
- Intentar influir en la opinión pública mediante el uso del derecho para obtener publicidad negativa;
- Judicialización de la política: el derecho como instrumento para conectar medios y fines políticos;
- Promoción de la decepción popular;
- Críticas a quienes utilizan el derecho internacional y los procedimientos judiciales para presentar reclamos contra el estado;
- Uso de la ley como una forma de avergonzar al oponente;
- Bloquear y tomar represalias contra los intentos de los oponentes de utilizar los procedimientos y estándares legales disponibles para defender sus derechos.[42]

El concepto ha sido utilizado por una considerable cantidad de gobernantes, exgobernantes y políticos latinoamericanos y españoles de izquierda que fueron afectados por procedimientos judiciales durante la segunda década del siglo XXI, como Dilma Rousseff y Lula da Silva en Brasil (véase Vaza Jato), Cristina Fernández de Kirchner en Argentina, Rafael Correa y Jorge Glas en Ecuador, Fernando Lugo en Paraguay, Bernardo Arévalo y Thelma Aldana en Guatemala, Gustavo Petro en Colombia, Andrés Manuel López Obrador en México, Daniel Jadue en Chile, Pedro Sánchez y el Partido Podemos en España, Charles Carrera en Uruguay y Evo Morales en Bolivia.

### La judicialización de la política en el Perú

#### En el gobierno de Alberto Fujimori (28 de julio de 1990 – 21 de noviembre de 2000)
El fenómeno de la judicialización de la política estuvo presente durante el gobierno de Alberto Fujimori en Perú (1990-2000), este se manifestó de diversas maneras. A continuación, se presenta tres campos claves:
1. Control del Poder Judicial y del Ministerio Público: Fujimori buscó consolidar su poder a través de la destitución de autoridades judiciales y fiscales que mostraran poca afinidad a su gobierno.[56] Específicamente, en 1992, tres días después del autogolpe de Estado, Fujimori aprobó decretos en los que se destituyeron a trece magistrados pertenecientes a la Corte Suprema y ochenta y nueve jueces de distintas partes del país.[57] Esta extensa lista de ceses se puede clasificar con base en tres motivos: a) parte de los funcionarios estaban vinculados con el Partido Aprista, partido opositor del gobierno de Fujimori, b) otro sector condenaba constantemente los actos de corrupción, ineficiencia y otros males políticos, c) finalmente, el tercer sector, considerado progresista, se opuso a la actuación del gobierno en materia de libertades y derechos humanos.[58] Como se puede observar, la judicialización de la política se presenta a través de la manipulación de la justicia, pues se destituyen jueces que pudieron haber hecho del sistema de justicia peruano una arena más transparente e imparcial.
2. Intromisión en organismos autónomos estatales: el autogolpe de Estado no solo significó el cierre del Congreso de la República, sino también el socavamiento de otras instituciones encargadas de controlar, supervisar y fiscalizar el poder ejecutivo y legislativo.[59] Los organismos autónomos como la Defensoría del Pueblo y el Tribunal de Garantías Constitucionales (actual Tribunal Constitucional) se vieron directamente afectados, pues quedaron a merced de las decisiones tomadas por el expresidente Fujimori[59] Esto contribuyó a que hubiera una crisis en el equilibrio de poderes, haciendo que el poder se concentrara en manos del Ejecutivo. Este caso es un ejemplo de dos puntos: el primero, que la judicialización de la política no únicamente se da en el Poder Judicial, sino que puede ocurrir en cualquier institución que se encuentre dentro del Sistema de justicia; el segundo, que la judicialización se ve expresada en la pérdida de independencia de estos organismos.
3. Presencia de la ciudadanía: Un hecho rescatable de este periodo es que la ciudadanía tuvo un papel importante como defensora de sus propios derechos. A partir del nuevo ordenamiento constitucional realizado por el expresidente Alberto Fujimori, parte de la ciudadanía pudo interponer derechos constitucionales, tales como la Acción de amparo,[60] para así exigir la inaplicación de decisiones políticas en materia económica y laboral. Aunque muchas de estas demandas no fueron aceptadas o resueltas, fueron una manera legal para expresar la inconformidad que tenía la ciudadanía.

#### Acusaciones de lawfare luego del retorno a la democracia (2000 – actualidad)
En el periodo posterior al gobierno de Alberto Fujimori, se han hecho acusaciones del uso de lawfare por parte de diversos políticos en el marco del Caso Odebrecht, un escándalo que involucró a la empresa constructora brasileña Odebrecht y a distintas autoridades políticas del Perú.
Según Martín Tanaka, a diferencia de otros países de la región en la cual políticos de izquierda denunciaban lawfare, el Perú destacó por ser los políticos de derecha, como Alan García o Keiko Fujimori, quienes realizaron denuncias de lawfare en su contra. En el caso de Fujimori, sus partidarios sostienen que existe una persecución judicial en su contra mientras que los apristas sostienen que dicha persecución judicial se usó para desmoralizar al expresidente, lo que le "llevaría" al suicidio para no aceptar la humillación pública con su detención.  Ambos sectores denuncian, a menudo apelando a teorías de la conspiración, un supuesto «Estado profundo» que estaría detrás de dicha persecusión, que sería manejado por una «mafia caviar» y especialmente por el periodista Gustavo Gorriti (en especial tras las declaraciones de Jaime Villanueva durante el escándalo desatado en el Ministerio Público en el año 2023). Así mismo, las acusaciones de lawfare en su contra serían utilizadas por Vladimir Cerrón, Pedro Castillo y Dina Boluarte, lo que llevaría a que el lawfare, como discurso, sea asumido tanto por políticos de derecha como de izquierda en el Perú.